# Stjepan Skopljanin
Stjepan ili Stipan Skopljanin bio je hrvatski katolički svećenik, franjevac i mučenik.

## Životopis
Podrijetlom je iz Uskoplja.
Potkraj 16. stoljeća franjevci su pobjegli iz franjevačkog samostana na Visovcu pred Turcima. Fra Stjepan Skopljanin, tadašnji vikar bosanskog biskupa, vratio ih je nazad na Visovac.
Godine 1609. ubili su ga Turci na Visovcu s jednim drugim neimenovanim mladićem. Tijela su im bacili u jezero. Prema predaji Stjepanovo tijelo nije potonulo nego je ostao u istom molitvenom, uspravnom stavu, držeći krunicu i časoslov u ruci.
Grob mu se nalazi uz oltar Gospe Visočke u crkvi na otočiću Visovcu. Na desnom zidu uz oltar stoji natpis: „Neka se znade. Ovdi leži m. p. o. f. Stipan Skopljanin, vikario g. biskupa Bosne, lita na 1610.”. Prvi je redak pisan latinskim, a ostalo hrvatskim jezikom i bosančicom.

### Članci
- Lisac, Josip. 2014. Šibenska dionica hrvatske ćirilične baštine. Filologija. Hrvatska akademija znanosti i umjetnosti. Zagreb.  (62): 131–138

### Mrežna sjedišta
- Tunjić, Andrija. 2013. Europa u Morlakiji. Pristupljeno 1. ožujka 2025.